# Università Nazionale del Kirghizistan
L'Università nazionale del Kirghizistan è un'università in Kirghizistan; si trova nella capitale Bishkek ed è il più antico e il più grande istituto di istruzione superiore della Repubblica del Kirghizistan. L'istituto fu fondato il 25 ottobre 1925 come Istituto di Istruzione del Kirghizistan.
Il 25 ottobre 1925, fu deciso di aprire l'Istituto di Educazione. Il suo scopo era quello di formare la popolazione locale come insegnanti. Nel 1928, per decisione del governo della Repubblica Socialista Sovietica Autonoma del Kirghizistan, l'Istituto di Educazione fu trasformato in Scuola Tecnica Pedagogica Centrale del Kirghizistan. Nell'agosto del 1929, l'istituto fu dotato di nuovi edifici e attrezzature, e furono invitati specialisti e insegnanti da altre Repubbliche sovietiche. Il 13 gennaio 1932, per decisione del Consiglio dei Commissari del Popolo dell'URSS, fu trasformato in Istituto Pedagogico Statale del Kirghizistan, intitolato a Mikhail Frunze. L'istituto comprendeva 4 facoltà: fisica e matematica, biologia, letteratura e scienze sociali. Il primo anno accademico iniziò il 3 ottobre 1933.
Il 1° settembre 1939 fu istituita l'Accademia Medica del Kirghizistan con il reclutamento di 200 studenti. Il 21 maggio 1951 fu trasformata in Università Statale del Kirghizistan, con le seguenti facoltà: filologia, biologia, fisica, matematica, storia, geologia e geodesia. Con decreto adottato dal Consiglio dei Ministri della RSS Kirghiza, l'Università Statale del Kirghizistan apparteneva agli istituti di istruzione superiore di prima categoria.
L'11 dicembre 1972, in occasione del 50° anniversario dell'URSS, cambiò nome in Università Statale del Kirghizistan. Nel 1982, l'università ricevette l'Ordine della Bandiera Rossa del Lavoro dell'Unione Sovietica. L'11 agosto 1993, fu trasformata in Università Nazionale Statale del Kirghizistan (KGNU). Con decreto del Presidente Askar Akayev dell'11 maggio 2002, prese il nome di Yusuf Balasaghuni (Жусуп Баласагын).
Nell'agosto 2023, la Facoltà di Medicina dell'Università Nazionale del Kirghizistan ha stipulato un protocollo d'intesa con l'Università di Yenepoya. Durante l'incontro, sono state discusse le questioni relative all'istituzione e all'ulteriore sviluppo di una cooperazione reciprocamente vantaggiosa tra le due università nei settori dell'istruzione, della scienza, della cultura e di altri ambiti. Anche la parte indiana si è dimostrata interessata alla Facoltà di Medicina della KNU. Al termine dell'incontro, il rettore della KNU, Tolobek Abdyrakhmanov, e il vice rettore dell'Università di Yenepoya, Mohammad Farhaad, hanno firmato un protocollo d'intesa tra l'Università Nazionale del Kirghizistan intitolata a Zhusup Balasagyn e l'Università di Yenepoya. Yenepoya International Education, con sede a Bishkek, sarà il partner accademico ufficiale a livello globale dell'Università Nazionale del Kirghizistan intitolata a Zhusup Balasagyn presso la Facoltà di Medicina a partire da settembre 2023, diventando così la prima università dell'Asia centrale ad avviare una Facoltà di Medicina in collaborazione con un'università internazionale. L'Università Nazionale del Kirghizistan intitolata a Zhusup Balasagyn soddisferà inoltre i requisiti normativi internazionali per la formazione medica, tra cui USMLE, UKMLE, NMC, ECFMG e altri. Dal 2023, grazie a questa nuova collaborazione, l'Università Nazionale del Kirghizistan offrirà un programma di 6 anni per la laurea in medicina e chirurgia utilizzando la piattaforma didattica di Yenepoya International Education e dell'Università di Yenepoya, in India.